# Tromotriche revoluta
Tromotriche revoluta là một loài thực vật có hoa trong họ La bố ma. Loài này được (L.) Haw. miêu tả khoa học đầu tiên năm 1812.